# State of Euphoria
State of Euphoria è il quarto album del gruppo musicale statunitense Anthrax, pubblicato il 18 settembre 1988 dalla Megaforce/Island Records.

## Il disco
Coprodotto da Mark Dodson e dalla band stessa, l'album si inserì alla posizione 30 nella Billboard 200 verso la fine del 1988 e divenne disco d'oro negli Stati Uniti. Nel disco sono contenute alcune delle tracce più famose del gruppo, come Be All, End All e Antisocial, tuttora suonate nei loro concerti. Alcune delle canzoni si rifanno ad argomenti sociali o ad opere letterarie e cinematografiche; Misery Loves Company è basata sul racconto di Stephen King Misery, mentre Now It's Dark si basa sul film Velluto blu, in particolare su uno dei protagonisti, Frank Booth; Make Me Laugh si rifà invece al tema del televangelismo, tema che veniva utilizzato anche da altre band metal del periodo. La copertina è disegnata da Mort Drucker, noto per i suoi disegni su Mad Magazine. L'album, seppur ben fatto, non ottenne lo stesso successo dei precedenti lavori.

## Tracce
1. Be All, End All – 6:22
2. Out of Sight, Out of Mind – 5:13
3. Make Me Laugh – 5:41
4. Antisocial (Trust cover) – 4:27
5. Who Cares Wins – 7:35
6. Now It's Dark – 5:34
7. Schism – 5:27
8. Misery Loves Company – 5:40
9. 13 – 0:49
10. Finale – 5:47

## Formazione
- Joey Belladonna – voce
- Dan Spitz – chitarra solista
- Scott Ian – chitarra ritmica, cori
- Frank Bello – basso, cori
- Charlie Benante – batteria, percussioni

## Classifiche
| Classifica (1988) | Posizione massima |
| ----------------- | ----------------- |
| Canada            | 87                |
| Finlandia         | 4                 |
| Germania          | 15                |
| Norvegia          | 17                |
| Paesi Bassi       | 57                |
| Regno Unito       | 12                |
| Stati Uniti       | 30                |
| Svezia            | 21                |
| Svizzera          | 20                |